# Équipe d'Arabie saoudite de football à la Coupe d'Asie 2011
Cet article présente la campagne de l'équipe d'Arabie saoudite de football lors de la phase finale de la Coupe d'Asie des nations de football 2011, organisée au Qatar. Le sélectionneur, le Portugais José Peseiro, en poste depuis février 2009, a pour mission de redorer le blason saoudien, à la suite de l'absence de la sélection lors de la Coupe du monde 2010, après quatre participations consécutives au tournoi mondial.
C'est l'attaquant d'Al Ahli Djeddah Taisir al-Jassim qui termine logiquement meilleur buteur de l'équipe puisque c'est lui qui inscrit le seul but de la sélection lors de la compétition, égalisant face à la Syrie lors du premier match de poule.
Comme en 2004, les Faucons voient leur parcours s'achever prématurément à l'issue du premier tour. Opposés au Japon, à la Jordanie et à la Syrie, les partenaires de Waleed Abdullah sont même battus lors des trois rencontres qu'ils disputent et subissent une déroute face aux Blue Samouraï nippons, lors du troisième match sans enjeu pour les deux équipes, sur le score de 5 à 0. la défaite inaugurale face à la Syrie signe la fin du mandat du technicien portugais à la tête de l'équipe nationale puisqu'il est limogé avant les deux dernières rencontres, qui sont dirigées par son adjoint, Nasser al-Johar.

## Qualifications
L'Arabie saoudite est exemptée de qualifications, grâce à son statut de finaliste lors de la précédente édition.

## Préparation
José Peseiro dispose de trois rencontres amicales pour préparer son groupe à la Coupe d'Asie.
| 28 décembre 2010 | Arabie saoudite | 0 - 1 | Irak          | Stade international du Roi-Fahd, Riyad |
|                  |                 |       | Y.Mahmoud 25e |                                        |

| 31 décembre 2010 | Bahreïn | 0 - 1 | Arabie saoudite | Stade national de Bahreïn, Manama |
|                  |         |       | al-Muwallad 25e |                                   |

| 4 janvier 2011 | Arabie saoudite | 0 - 0 | Angola | Stade international du Roi-Fahd, Riyad |  |
|                |                 |       |        |                                        |  |

## Coupe d'Asie des nations 2011

### Effectif
Voici la liste des 23 joueurs sélectionnés par José Peseiro pour la phase finale de la Coupe d'Asie des nations 2011 au Qatar :

### Premier tour
Le tirage au sort du premier tour place l'Arabie saoudite dans le groupe B en compagnie du Japon, de la Jordanie et de la Syrie.
|   | Équipe          | Pts | J | G | N | P | BP | BC | Diff |
| - | --------------- | --- | - | - | - | - | -- | -- | ---- |
| 1 | Japon           | 7   | 3 | 2 | 1 | 0 | 8  | 2  | +6   |
| 2 | Jordanie        | 7   | 3 | 2 | 1 | 0 | 4  | 2  | +2   |
| 3 | Syrie           | 3   | 3 | 1 | 0 | 2 | 4  | 5  | -1   |
| 4 | Arabie saoudite | 0   | 3 | 0 | 0 | 3 | 1  | 8  | -7   |

| 9 janvier 2011  | Japon    | 1 | 1 | Jordanie        |
|                 | Syrie    | 2 | 1 | Arabie saoudite |
| 13 janvier 2011 | Jordanie | 1 | 0 | Arabie saoudite |
|                 | Japon    | 2 | 1 | Syrie           |
| 17 janvier 2011 | Japon    | 5 | 0 | Arabie saoudite |
|                 | Jordanie | 2 | 1 | Syrie           |

| 9 janvier 2011 | Arabie saoudite | 1 - 2 | Syrie                 | Stade Ahmed bin Ali, Al Rayyan                |                                               |
| 19 h 15 UTC+3  | al-Jassim 60e   |       | A. Al Hussain 38e 63e | Spectateurs : 16 562 Arbitrage : Kim Dong-jin | Spectateurs : 16 562 Arbitrage : Kim Dong-jin |
| 19 h 15 UTC+3  | Rapport         |       |                       | Spectateurs : 16 562 Arbitrage : Kim Dong-jin | Spectateurs : 16 562 Arbitrage : Kim Dong-jin |

| 13 janvier 2011 | Jordanie        | 1 - 0 | Arabie saoudite | Stade Ahmed bin Ali, Al Rayyan                        |                                                       |
| 16 h 15 UTC+3   | Abdelrahman 42e |       |                 | Spectateurs : 17 349 Arbitrage : Ali Hamad Al-Badwawi | Spectateurs : 17 349 Arbitrage : Ali Hamad Al-Badwawi |
| 16 h 15 UTC+3   | Rapport         |       |                 | Spectateurs : 17 349 Arbitrage : Ali Hamad Al-Badwawi | Spectateurs : 17 349 Arbitrage : Ali Hamad Al-Badwawi |

| 17 janvier 2011 | Arabie saoudite | 0 - 5 | Japon                              | Stade Ahmed bin Ali, Al Rayyan                  |                                                 |
| 16 h 15 UTC+3   |                 |       | Okazaki 8e 13e 80e · Maeda 19e 51e | Spectateurs : 2 022 Arbitrage : Ravshan Irmatov | Spectateurs : 2 022 Arbitrage : Ravshan Irmatov |
| 16 h 15 UTC+3   | Rapport         |       |                                    | Spectateurs : 2 022 Arbitrage : Ravshan Irmatov | Spectateurs : 2 022 Arbitrage : Ravshan Irmatov |